# Újiráz
Újiráz is een plaats (község) en gemeente in het Hongaarse comitaat Hajdú-Bihar. Újiráz telt 576 inwoners (2001).